# 萧退庵
萧退庵（1875年或1876年—1958年），原名守忠，后名嶙，早年字盅孚，后字蜕，号蜕庵、蜕公、无公等，别号本无、罪松老人等，男，江苏常熟人，中国书法家。